# Olympische Sommerspiele 1912/Fechten – Degen (Männer)
Das Degenfechten bei den Olympischen Spielen 1912 in Stockholm fand vom 11. bis 13. Juli auf dem Östermalms IP statt.
Insgesamt nahmen 93 Athleten aus 15 Nationen teil. Jede Nation war berechtigt bis zu 15 Athleten zu melden.

## Wettkampfformat
Der Wettkampf bestand aus vier Runden. In jeder Runde gab es mehrere Gruppen, in denen im Jeder-gegen-jeden Format gefochten wurde. Der Athlet, der den ersten Treffer setzte, gewann den Kampf. Setzten beide Athleten gleichzeitig einen Treffer, wurde es als Niederlage für beide gewertet.
Die Runden gestalteten sich wie folgt:
- Achtelfinale: 16 Gruppen mit jeweils 3 bis 8 Athleten. Die drei besten Athleten einer Gruppe zogen ins Viertelfinale ein.
- Viertelfinale: 8 Gruppen mit bis zu jeweils 6 Athleten. Die 3 besten Athleten einer Gruppe qualifizierten sich für das Halbfinale.
- Halbfinale: 4 Gruppen mit bis zu jeweils 6 Athleten. Die 2 besten Athleten einer Gruppe qualifizierten sich für das Finale.
- Finale: Eine Gruppe mit 8 Athleten

## Zeitplan
| Datum                     | Zeit             | Runde                                                                     |
| ------------------------- | ---------------- | ------------------------------------------------------------------------- |
| Donnerstag, 11. Juli 1912 | 9:00 12:00 15:00 | Achtelfinale Gruppe A–D Achtelfinale Gruppe E–H Achtelfinale Gruppe I–L   |
| Freitag, 12. Juli 1912    | 9:00 12:00 15:00 | Achtelfinale Gruppe M–P Viertelfinale Gruppe A–D Viertelfinale Gruppe E–H |
| Samstag, 13. Juli 1912    | 9:00 14:00       | Halbfinale Finale                                                         |

## Ergebnis

### Achtelfinale

#### Gruppe A
| Rang | Athlet             | Nation           | Niederlagen | Anm. |
| ---- | ------------------ | ---------------- | ----------- | ---- |
| 1    | Hendrik de Iongh   | Niederlande      | 1           | Q    |
| 1    | Einar Levison      | Dänemark         | 1           | Q    |
| 3    | Sotirios Notaris   | Griechenland     | 2           | Q    |
| 4    | Victor Willems     | Belgien          | 3           |      |
| 5    | Julius Lichtenfels | Deutsches Reich  | 4           |      |
| 6    | Åke Grönhagen      | Schweden         | 5           |      |
| 7    | Gordon Alexander   | Großbritannien   | 6           |      |
| 7    | Pawel Guworski     | Russisches Reich | 6           |      |

#### Gruppe B
| Rang | Athlet                  | Nation           | Niederlagen | Anm. |
| ---- | ----------------------- | ---------------- | ----------- | ---- |
| 1    | Paul Anspach            | Belgien          | 1           | Q    |
| 1    | Petros Manos            | Griechenland     | 1           | Q    |
| 3    | Jens Berthelsen         | Dänemark         | 3           | Q    |
| 4    | Friedrich Schwarz       | Deutsches Reich  | 3           |      |
| 5    | Knut Enell              | Schweden         | 4           |      |
| 5    | Alexander Soldatenkow   | Russisches Reich | 4           |      |
|      | Ahmed Mohamed Hassanein | Ägypten          | DNS         |      |

#### Gruppe C
| Rang | Athlet           | Nation           | Niederlagen | Anm. |
| ---- | ---------------- | ---------------- | ----------- | ---- |
| 1    | Kostas Kotzias   | Griechenland     | 1           | Q    |
| 2    | Léon Tom         | Belgien          | 2           | Q    |
| 3    | Arthur Griez     | Österreich       | 4           | Q    |
| 4    | Hans Bergsland   | Norwegen         | 4           |      |
| 4    | Wladimir Keiser  | Russisches Reich | 4           |      |
| —    | Fernando Correia | Portugal         | DSQ         |      |
| —    | Vilém Tvrzský    | Böhmen           | DSQ         |      |

#### Gruppe D
| Rang | Athlet                            | Nation             | Niederlagen | Anm. |
| ---- | --------------------------------- | ------------------ | ----------- | ---- |
| 1    | Vilém Goppold von Lobsdorf junior | Böhmen             | 1           | Q    |
| 1    | Einar Sörensen                    | Schweden           | 1           | Q    |
| 3    | Severin Finne                     | Norwegen           | 2           | Q    |
| 4    | Sherman Hall                      | Vereinigte Staaten | 4           |      |
| 4    | George van Rossem                 | Niederlande        | 4           |      |
| 4    | Vladimir Sarnavsky                | Russisches Reich   | 4           |      |

#### Gruppe E
| Rang | Athlet                 | Nation             | Niederlagen | Anm. |
| ---- | ---------------------- | ------------------ | ----------- | ---- |
| 1    | Zdeněk Vávra           | Böhmen             | 1           | Q    |
| 2    | Gawriil Bertren        | Russisches Reich   | 1           | Q    |
| 3    | George Breed           | Vereinigte Staaten | 1           | Q    |
| 4    | Christopher von Tangen | Norwegen           | 3           |      |

#### Gruppe F
| Rang | Athlet             | Nation           | Niederlagen | Anm. |
| ---- | ------------------ | ---------------- | ----------- | ---- |
| 1    | Jacques Ochs       | Belgien          | 1           | Q    |
| 1    | Edgar Seligman     | Großbritannien   | 1           | Q    |
| 3    | Miloš Klika        | Böhmen           | 3           | Q    |
| 4    | Bjarne Eriksen     | Norwegen         | 3           |      |
| 5    | Leonid Martutschew | Russisches Reich | 4           |      |

#### Gruppe G
| Rang | Athlet            | Nation                | Niederlagen | Anm. |
| ---- | ----------------- | --------------------- | ----------- | ---- |
| 1    | Lars Aas          | Norwegen              | 2           | Q    |
| 2    | Philippe Le Hardy | Belgien               | 3           | Q    |
| 2    | Martin Holt       | Großbritannien        | 3           | Q    |
| 4    | Alfred Sauer      | Vereinigte Staaten    | 3           |      |
| 5    | Josef Javůrek     | Böhmen                | 4           |      |
| 5    | Albertus Perk     | Niederlande           | 4           |      |
| 7    | Walter Gate       | Südafrikanische Union | 5           |      |

#### Gruppe H
| Rang | Athlet              | Nation             | Niederlagen | Anm. |
| ---- | ------------------- | ------------------ | ----------- | ---- |
| 1    | Robert Montgomerie  | Großbritannien     | 1           | Q    |
| 2    | František Kříž      | Böhmen             | 2           | Q    |
| 2    | Fernand de Montigny | Belgien            | 2           | Q    |
| 4    | Marc Larimer        | Vereinigte Staaten | 3           |      |
| 4    | Harald Platou       | Norwegen           | 3           |      |
| 6    | Heinrich Schrader   | Deutsches Reich    | 5           |      |

#### Gruppe I
| Rang | Athlet           | Nation             | Niederlagen | Anm. |
| ---- | ---------------- | ------------------ | ----------- | ---- |
| 1    | Victor Boin      | Belgien            | 0           | Q    |
| 2    | Arthur Everitt   | Großbritannien     | 1           | Q    |
| 3    | Sigurd Mathiesen | Norwegen           | 2           | Q    |
| 4    | Graeme Hammond   | Vereinigte Staaten | 3           |      |
| 5    | Jacob van Geuns  | Niederlande        | 4           |      |

#### Gruppe J
| Rang | Athlet           | Nation             | Niederlagen | Anm. |
| ---- | ---------------- | ------------------ | ----------- | ---- |
| 1    | Hans Thomson     | Deutsches Reich    | 2           | Q    |
| 2    | Jan de Beaufort  | Niederlande        | 2           | Q    |
| 3    | Louis Sparre     | Schweden           | 2           | Q    |
| 4    | Gaston Salmon    | Belgien            | 3           |      |
| 5    | Percival Davson  | Großbritannien     | 4           |      |
| 5    | Josef Pfeiffer   | Böhmen             | 4           |      |
| 7    | John MacLaughlin | Vereinigte Staaten | 5           |      |

#### Gruppe K
| Rang | Athlet           | Nation             | Niederlagen | Anm. |
| ---- | ---------------- | ------------------ | ----------- | ---- |
| 1    | Edgar Amphlett   | Großbritannien     | —           | Q    |
| 1    | Henri Anspach    | Belgien            | —           | Q    |
| 1    | Frederic Schenck | Vereinigte Staaten | —           | Q    |

#### Gruppe L
| Rang | Athlet               | Nation             | Niederlagen | Anm. |
| ---- | -------------------- | ------------------ | ----------- | ---- |
| 1    | Ivan Osiier          | Dänemark           | 0           | Q    |
| 2    | Zdeněk Bárta         | Böhmen             | 1           | Q    |
| 3    | William Bowman       | Vereinigte Staaten | 2           | Q    |
| 4    | Ernest Stenson-Cooke | Großbritannien     | 3           |      |

#### Gruppe M
| Rang | Athlet           | Nation             | Niederlagen | Anm. |
| ---- | ---------------- | ------------------ | ----------- | ---- |
| 1    | Gustaf Lindblom  | Schweden           | 3           | Q    |
| 2    | Arie de Jong     | Niederlande        | 3           | Q    |
| 3    | Georgios Versis  | Griechenland       | 3           | Q    |
| 4    | Sydney Martineau | Großbritannien     | 3           |      |
| 4    | Hermann Plaskuda | Deutsches Reich    | 3           |      |
| 6    | Marcel Berré     | Belgien            | 4           |      |
| 7    | John Gignoux     | Vereinigte Staaten | 5           |      |
| 8    | Hans Olsen       | Dänemark           | 6           |      |

#### Gruppe N
| Rang | Athlet                | Nation             | Niederlagen | Anm. |
| ---- | --------------------- | ------------------ | ----------- | ---- |
| 1    | Albertson Van Zo Post | Vereinigte Staaten | —           | Q    |
| 1    | Pál Rosty             | Ungarn             | —           | Q    |
| 1    | Charles Vanderbyl     | Großbritannien     | —           | Q    |

#### Gruppe O
| Rang | Athlet                 | Nation             | Niederlagen | Anm. |
| ---- | ---------------------- | ------------------ | ----------- | ---- |
| 1    | Georg Branting         | Schweden           | 1           | Q    |
| 2    | Emil Schön             | Deutsches Reich    | 2           | Q    |
| 2    | Trifon Triantafyllakos | Griechenland       | 2           | Q    |
| 4    | Willem van Blijenburgh | Niederlande        | 3           |      |
| 5    | Oluf Berntsen          | Dänemark           | 4           |      |
| 5    | John Blake             | Großbritannien     | 4           |      |
| 7    | Béla Békessy           | Ungarn             | 5           |      |
| 7    | James Moore            | Vereinigte Staaten | 5           |      |

#### Gruppe P
| Rang | Athlet                   | Nation          | Niederlagen | Anm. |
| ---- | ------------------------ | --------------- | ----------- | ---- |
| 1    | Georgios Petropoulos     | Griechenland    | 1           | Q    |
| 2    | Gerald Ames              | Großbritannien  | 2           | Q    |
| 3    | Karel Goppold            | Böhmen          | 2           | Q    |
| 4    | Lauritz Christian Østrup | Dänemark        | 3           |      |
| 5    | Walther Meienreis        | Deutsches Reich | 4           |      |
| 6    | Willem Molijn            | Niederlande     | 5           |      |

### Viertelfinale

#### Gruppe A
| Rang | Athlet              | Nation             | Niederlagen | Anm. |
| ---- | ------------------- | ------------------ | ----------- | ---- |
| 1    | Ivan Osiier         | Dänemark           | 1           | Q    |
| 1    | Zdeněk Vávra        | Böhmen             | 1           | Q    |
| 3    | Edgar Seligman      | Großbritannien     | 2           | Q    |
| 4    | Fernand de Montigny | Belgien            | 3           |      |
| 4    | Frederic Schenck    | Vereinigte Staaten | 3           |      |
| 6    | Hendrik de Iongh    | Niederlande        | 4           |      |

#### Gruppe B
| Rang | Athlet            | Nation             | Niederlagen | Anm. |
| ---- | ----------------- | ------------------ | ----------- | ---- |
| 1    | Philippe Le Hardy | Belgien            | 0           | Q    |
| 2    | William Bowman    | Vereinigte Staaten | 2           | Q    |
| 3    | Miloš Klika       | Böhmen             | 2           | Q    |
| 4    | Sotirios Notaris  | Griechenland       | 2           |      |
| 5    | Gawriil Bertren   | Russisches Reich   | 4           |      |
| 5    | Arthur Everitt    | Großbritannien     | 4           |      |

#### Gruppe C
| Rang | Athlet         | Nation          | Niederlagen | Anm. |
| ---- | -------------- | --------------- | ----------- | ---- |
| 1    | František Kříž | Böhmen          | 1           | Q    |
| 2    | Edgar Amphlett | Großbritannien  | 2           | Q    |
| 3    | Einar Levison  | Dänemark        | 2           | Q    |
| 4    | Jacques Ochs   | Belgien         | 4           |      |
| 4    | Hans Thomson   | Deutsches Reich | 4           |      |
| 6    | Lars Aas       | Norwegen        | 4           |      |

#### Gruppe D
| Rang | Athlet               | Nation         | Niederlagen | Anm. |
| ---- | -------------------- | -------------- | ----------- | ---- |
| 1    | Paul Anspach         | Belgien        | 2           | Q    |
| 2    | Robert Montgomerie   | Großbritannien | 2           | Q    |
| 3    | Georgios Petropoulos | Griechenland   | 2           | Q    |
| 4    | Jan de Beaufort      | Niederlande    | 3           |      |
| 4    | Arthur Griez         | Österreich     | 3           |      |
| 6    | Severin Finne        | Norwegen       | 3           |      |

#### Gruppe E
| Rang | Athlet           | Nation             | Niederlagen | Anm. |
| ---- | ---------------- | ------------------ | ----------- | ---- |
| 1    | Einar Sörensen   | Schweden           | 1           | Q    |
| 2    | Gerald Ames      | Großbritannien     | 2           | Q    |
| 2    | Petros Manos     | Griechenland       | 2           | Q    |
| 4    | George Breed     | Vereinigte Staaten | 3           |      |
| 4    | Sigurd Mathiesen | Norwegen           | 3           |      |
| 6    | Emil Schön       | Deutsches Reich    | 4           |      |

#### Gruppe F
| Rang | Athlet                            | Nation         | Niederlagen | Anm. |
| ---- | --------------------------------- | -------------- | ----------- | ---- |
| 1    | Vilém Goppold von Lobsdorf junior | Böhmen         | 1           | Q    |
| 2    | Victor Boin                       | Belgien        | 2           | Q    |
| 2    | Gustaf Lindblom                   | Schweden       | 2           | Q    |
| 4    | Trifon Triantafyllakos            | Griechenland   | 3           |      |
| 5    | Charles Vanderbyl                 | Großbritannien | 4           |      |
| 6    | Jens Berthelsen                   | Dänemark       | 5           |      |

#### Gruppe G
| Rang | Athlet         | Nation       | Niederlagen | Anm. |
| ---- | -------------- | ------------ | ----------- | ---- |
| 1    | Henri Anspach  | Belgien      | 0           | Q    |
| 2    | Arie de Jong   | Niederlande  | 2           | Q    |
| 2    | Pál Rosty      | Ungarn       | 2           | Q    |
| 4    | Kostas Kotzias | Griechenland | 3           |      |
| 5    | Karel Goppold  | Böhmen       | 4           |      |
| 5    | Louis Sparre   | Schweden     | 4           |      |

#### Gruppe H
| Rang | Athlet                | Nation             | Niederlagen | Anm. |
| ---- | --------------------- | ------------------ | ----------- | ---- |
| 1    | Léon Tom              | Belgien            | 1           | Q    |
| 2    | Georg Branting        | Schweden           | 1           | Q    |
| 3    | Martin Holt           | Großbritannien     | 2           | Q    |
| 4    | Georgios Versis       | Griechenland       | 3           |      |
| 5    | Zdeněk Bárta          | Böhmen             | 4           |      |
| 5    | Albertson Van Zo Post | Vereinigte Staaten | 3           |      |

### Halbfinale

#### Gruppe A
| Rang | Athlet         | Nation             | Niederlagen | Anm. |
| ---- | -------------- | ------------------ | ----------- | ---- |
| 1    | Einar Sörensen | Schweden           | 1           | Q    |
| 1    | Léon Tom       | Belgien            | 1           | Q    |
| 3    | William Bowman | Vereinigte Staaten | 3           |      |
| 3    | Petros Manos   | Griechenland       | 3           |      |
| 5    | Edgar Amphlett | Großbritannien     | 4           |      |
| 5    | Zdeněk Vávra   | Böhmen             | 4           |      |

#### Gruppe B
| Rang | Athlet         | Nation         | Niederlagen | Anm. |
| ---- | -------------- | -------------- | ----------- | ---- |
| 1    | Edgar Seligman | Großbritannien | 0           | Q    |
| 2    | Paul Anspach   | Belgien        | 0           | Q    |
| 3    | Arie de Jong   | Niederlande    | 2           |      |
| 4    | Gerald Ames    | Großbritannien | 3           |      |
| 4    | Pál Rosty      | Ungarn         | 3           |      |
| 6    | Miloš Klika    | Böhmen         | 5           |      |

#### Gruppe C
| Rang | Athlet             | Nation         | Niederlagen | Anm. |
| ---- | ------------------ | -------------- | ----------- | ---- |
| 1    | Victor Boin        | Belgien        | 2           | Q    |
| 1    | Ivan Osiier        | Dänemark       | 2           | Q    |
| 3    | Henri Anspach      | Belgien        | 2           |      |
| 4    | Gustaf Lindblom    | Schweden       | 3           |      |
| 4    | Robert Montgomerie | Großbritannien | 3           |      |
| 6    | František Kříž     | Böhmen         | 5           |      |

#### Gruppe D
| Rang | Athlet                            | Nation         | Niederlagen | Anm. |
| ---- | --------------------------------- | -------------- | ----------- | ---- |
| 1    | Philippe Le Hardy                 | Belgien        | 2           | Q    |
| 1    | Martin Holt                       | Großbritannien | 2           | Q    |
| 3    | Georgios Petropoulos              | Griechenland   | 2           |      |
| 4    | Georg Branting                    | Schweden       | 4           |      |
| 4    | Einar Levison                     | Dänemark       | 4           |      |
| 6    | Vilém Goppold von Lobsdorf junior | Böhmen         | 4           |      |

### Finale
| Rang | Athlet            | Nation         | Siege | Niederlagen |
| ---- | ----------------- | -------------- | ----- | ----------- |
| 1    | Paul Anspach      | Belgien        | 6     | 1           |
| 2    | Ivan Osiier       | Dänemark       | 5     | 2           |
| 3    | Philippe Le Hardy | Belgien        | 4     | 3           |
| 4    | Victor Boin       | Belgien        | 4     | 3           |
| 5    | Einar Sörensen    | Schweden       | 3     | 4           |
| 6    | Edgar Seligman    | Großbritannien | 2     | 5           |
| 7    | Léon Tom          | Belgien        | 1     | 6           |
| 8    | Martin Holt       | Großbritannien | 0     | 7           |